# Rodolfo d'Afflitto
Rodolfo d'Afflitto (Ariano, 19 marzo 1809 – Napoli, 26 luglio 1872) è stato un politico italiano, duca di Campomele e di Castropignano, marchese di Montefalcone, di Frignano Maggiore e d'Agropoli, patrizio di Scala.

## Biografia
Appartenente alla famiglia d'Afflitto, del ramo dei marchesi di Montefalcone, era figlio di Luisa d'Evoli e di Pantaleone. La sua carriera ha inizio nel 1834, dopo aver studiato legge ed amministrazione
Dopo una carriera nella burocrazia borbonica, fu arrestato nel 1859 come cospiratore liberale nel Comitato dell'Ordine, ma fu subito rilasciato. Dopo la concessione della costituzione da parte di Francesco II nel giugno 1860, il comitato riprese vigore, sotto la direzione di Silvio Spaventa e con d'Afflitto tra i suoi membri più attivi. Dopo la spedizione dei Mille, fu ministro dei Lavori pubblici nel governo provvisorio garibaldino, e fece poi parte della luogotenenza di Luigi Carlo Farini.
Nominato senatore nel 1861, divenne prefetto di Genova, carica che tenne fino al 1863; dal 1863 all'ottobre 1864 fu poi prefetto di Napoli. In seguito fu commissario regio a Treviso (1866), di nuovo prefetto di Napoli (1869-72) e vicepresidente del Senato (1867-71). Ricevette diverse onorificenze.